# کندی (نیویورک)
کندی (به انگلیسی: Kennedy) یک منطقهٔ مسکونی در ایالات متحده آمریکا است که در نیویورک واقع شده‌است. کندی ۵٫۳ کیلومتر مربع مساحت و ۴۶۵ نفر جمعیت دارد و ۳۸۷٫۱ متر بالاتر از سطح دریا واقع شده‌است.